# Centroberyx rubricaudus
Centroberyx rubricaudus is een straalvinnige vissensoort uit de familie van slijmkopvissen (Berycidae). De wetenschappelijke naam van de soort is voor het eerst geldig gepubliceerd in 1985 door Liu & Shen.